# C. M. Frazier
Clifford M. Frazier (* vor 1897; † nach 1900) war ein US-amerikanischer Jurist und Politiker (Republikanische Partei).

## Werdegang
Über Clifford M. Frazier ist nicht viel bekannt. Er studierte Jura und war über viele Jahre erfolgreich als Anwalt in Denver (Colorado) tätig. In der Folgezeit zog er in das Arizona-Territorium und ließ sich in Phoenix (Maricopa County) nieder. Frazier setzte dort seine Tätigkeit als Jurist fort. Er wurde 1897 zum Attorney General vom Arizona-Territorium ernannt – ein Posten, den er bis 1899 innehatte. Zum Zeitpunkt seiner Ernennung war er mittleren Alters. Nach seinem Rücktritt wurde Charles F. Ainsworth sein Nachfolger als Attorney General. Frazier hatte im Dezember 1899 den Vorsitz im Transportation Committee, welches eines der Statehood Committees vom Arizona-Territorium war. Zu jener Zeit bekleidete er einen Richterposten.